# Copa dos Campeões de Voleibol Feminino de 2005
A Copa dos Campeões de Voleibol Feminino de 2005 foi a quarta edição deste evento, sob chancela da Federação Internacional de Voleibol (FIVB). Sediada no Japão, suas partidas foram realizadas nas cidades de Nagóia e Tóquio, entre os 15 e 20 de novembro.
O Brasil conquistou o seu primeiro título desta competição, após vencer todos os jogos disputados.

## Classificação
Seis foram os times participantes desta competição.
- País sede:
  - 
Japão
- Quatro países vindos dos continentes que alcançaram as posições mais altas nos Jogos Olímpicos de 2004:
  - 
Brasil
  - 
Polônia
  - 
Estados Unidos
  - 
China
- País convidado pela FIVB, NTV e JVA:
  - 
Coréia do Sul

## Sistema de competição
A Copa dos Campeões feminina foi disputada no sistema de pontos corridos. As seis seleções se enfrentaram em grupo único. A equipe com a maior pontuação, ao final das cinco rodadas, foi declarada campeã.

## Round Robin
| Rk | Time           | Pontos | Vitórias | Derrotas | PW  | PL  | Ratio | Sets vencidos | Sets perdidos | Ratio |
| -- | -------------- | ------ | -------- | -------- | --- | --- | ----- | ------------- | ------------- | ----- |
| 1  | Brasil         | 10     | 5        | 0        | 398 | 323 | 1.232 | 15            | 2             | 7.500 |
| 2  | Estados Unidos | 9      | 4        | 1        | 379 | 355 | 1.068 | 12            | 4             | 3.000 |
| 3  | China          | 8      | 3        | 2        | 430 | 382 | 1.126 | 11            | 8             | 1.375 |
| 4  | Polônia        | 6      | 1        | 4        | 431 | 467 | 0.923 | 7             | 14            | 0.500 |
| 5  | Japão          | 6      | 1        | 4        | 372 | 418 | 0.890 | 6             | 12            | 0.500 |
| 6  | Coréia do Sul  | 6      | 1        | 4        | 340 | 405 | 0.840 | 3             | 14            | 0.214 |

- 15 de novembro de 2005

| Brasil         | 3 – 2 | China         | 15-25, 17-25, 25-20, 25-20, 15-8  |
| Estados Unidos | 3 – 0 | Coréia do Sul | 25-20, 25-22, 25-20               |
| Polônia        | 3 – 2 | Japão         | 25-19, 18-25, 16-25, 26-24, 15-12 |

- 16 de novembro de 2005

| China   | 0 – 3 | Estados Unidos | 22-25, 23-25, 24-26 |
| Polônia | 0 – 3 | Brasil         | 24-26, 18-25, 21-25 |
| Japão   | 3 – 0 | Coréia do Sul  | 25-23, 27-25, 25-21 |

- 18 de novembro de 2005

| Coréia do Sul  | 0 – 3 | China   | 18-25, 17-25, 19-25        |
| Estados Unidos | 3 – 1 | Polônia | 25-20, 21-25, 25-20, 25-19 |
| Brasil         | 3 – 0 | Japão   | 25-17, 25-19, 25-15        |

- 19 de novembro de 2005

| Brasil  | 3 – 0 | Estados Unidos | 25-16, 25-19, 25-19               |
| Polônia | 2 – 3 | Coréia do Sul  | 24-26, 25-17, 18-25, 25-15, 11-15 |
| Japão   | 1 – 3 | China          | 15-25, 25-21, 15-25, 19-25        |

- 20 de novembro de 2005

| Coréia do Sul  | 0 – 3 | Brasil  | 19-25, 18-25, 20-25        |
| China          | 3 – 1 | Polônia | 17-25, 25-17, 25-19, 25-20 |
| Estados Unidos | 3 – 0 | Japão   | 28-26, 25-23, 25-16        |